# Batalha de Cumas (215 a.C.)
A Batalha de Cumas (em latim: Cumae) foi uma batalha travada em 215 a.C. entre o exército cartaginês de Aníbal e o exército romano do cônsul Tibério Semprônio Graco no contexto da Segunda Guerra Púnica e que terminou em vitória romana. 

## Introdução
Depois da Batalha de Canas, travada nas planícies da Apúlia em agosto de 216 a.C., Aníbal conseguiu a adesão de diversos povos do sul da Itália para o lado cartaginês. Entre estas estavam várias cidades da região da Campânia, especialmente Cápua, a segunda maior cidade da Itália na época. Depois do vexame inicial na guerra, em apenas seis meses os romanos conseguiram colocar sua máquina de guerra para funcionar no sul da península para a campanha de 215 a.C., com quatro exércitos para enfrentar as forças cartaginesas e sufocar a revolta de antigos aliados.

## Contexto
Depois da perda de Casilino pouco antes da posse dos novos cônsules e da rotação das tropas realizada para trazer as legiões da Sicília para o continente e levar para a ilha a legião formada pelos sobreviventes de Canas (as "legiões canenses"), começou efetivamente a campanha militar romana. Tibério Semprônio Graco, mestre da cavalaria durante a ditadura de Marco Júnio Pera, foi eleito cônsul plebeu e recebeu o comando de um exército consular composto por 8 000 escravos, recrutados rapidamente, e contingentes correspondentes dos aliados. Depois de ter invernado perto da cidade costeira de Sinuessa, o exército de Graco foi o primeiro a se mover, cruzando o rio Volturno e acampando em Literno. Lá, Semprônio Graco foi alertado pelos habitantes de Cumas que, num festival anual celebrado por todos os povos campânios a ser realizado perto da cidade de Hamas, os capuanos planejavam aprisionar os cumanos. Então Graco, no dia anterior ao festival, realizou um ataque noturno contra o acampamento capuano, assassinando cerca de 2 000 homens (incluindo Mário Álfio, o medix tuticus, que era o magistrado mais alto de Cápua) com apenas 100 baixas próprias. Aníbal soube do evento em seu acampamento perto do monte Tifata e se pôs em marcha para tentar surpreender Semprônio Graco, que ele supunha estar saqueando o acampamento capuano. Mas ele, já prevendo o movimento dos cartagineses, se refugiou num local perto de Cumas.

## Batalha
Aníbal chegou à região de Hamas, mas, ao descobrir que os romanos já haviam abandonado o local para se defenderem Cumas, retornou ao seu acampamento para trazer suas armas de cerco. Depois de regressar, acampou a poucos quilômetros de Cumas e começou a construção de uma torre de assalto, que foi contraposta pela construção de uma outra torre, pelos romanos, sobre as muralhas de Cumas. Quando a torre cartaginesa se aproximou e se apoiou na muralha, acabou sendo incendiada pelos defensores e, quando seus ocupantes tiveram que abandoná-la, Semprônio Graco ordenou um ataque repentino simultâneo de seus homens por duas das portas da cidade, o que pôs em fuga os atacantes e causou-lhes pesadas baixas (1 359 homens).

## Acontecimentos posteriores
Depois da surpreendente destruição da torre de assalto, Aníbal, no dia seguinte, Aníbal perfilou suas tropas em ordem de batalha no terreno situado entre seu acampamento e a cidade, esperando que os romanos respondessem ao desafio insuflados pelo sucesso, mas o cônsul romano não aceitou. Depois de esperar por algum tempo, Aníbal levantou o cerco e retornou para o seu acampamento perto do monte Tifata, nos arredores de Cápua.

## Bibliografía
- Lívio, Ab Urbe Condita XXIII, 35, 36 e 37.